# Wyspa Robertsona
Wyspa Robertsona (ang. Robertson Island, hiszp. Isla Robertson, niem. Robertsoninsel) – wyspa na Morzu Weddella u wschodniego wybrzeża Półwyspu Antarktycznego.

## Geografia
Pokryta lodem wyspa na Morzu Weddella u wschodniego wybrzeża Półwyspu Antarktycznego  – Nordenskjöld Coast . Leży na wschodnim krańcu Seal Nunataks i jest ograniczona przez Lodowiec Szelfowy Larsena .
Ma ok. 8 km długości i prawie 4 km szerokości . Skały odsłonięte są w dwóch miejscach – na południowo-wschodnim krańcu wyspy w Cape Marsh oraz na Oceana Nunatak. W Cape Marsh znaleziono osady z okresu późnej kredy zawierające skamieniałości wieloszczetów i małży.

## Historia
Wyspa została odkryta 9 grudnia 1893 roku przez kapitana statku „Jason” Carla Antona Larsena (1860–1924) podczas wyprawy w poszukiwaniu wielorybów na wodach Oceanu Południowego . Larsen pobieżnie zmapował wyspę .
Wyspa została nazwana na cześć Williama Robertsona, szkockiego armatora i współwłaściciela firmy Woltereck and Robertson w Hamburgu, która była głównym udziałowcem norweskiej przedsiębiorstwa Christena Christensena (1845–1923) – A/S Oceana – które wysłało Larsena na wody Antarktyki (1892–1894) .
W październiku 1902 roku wyspa i Christensen Nunatak zostały zbadane przez Szwedzką Wyprawę Antarktyczną, która naniosła je na mapę jako jedną wyspę . W sierpniu 1947 roku północna część wyspy została zbadana przez Falkland Islands Dependencies Survey (FIDS), która stwierdziła, że Christensen Nunatak po północno-wschodniej stronie jest częścią wyspy . Kolejne badania przeprowadzone przez FIDS w 1953 i 1955 roku wykazały, że Wyspa Robertsona i Christensen Nunatak to dwie osobne wyspy .
W 1956 roku na południowo-wschodnim krańcu wyspy personel armii argentyńskiej zbudował chatę „San Roque” .